# Boleboř
Boleboř település Csehországban, Chomutovi járásban. Boleboř Blatno, Hora Svaté Kateřiny, Jirkov, Vysoká Pec, Kalek és Nová Ves v Horách településekkel határos. Lakosainak száma 345 fő (2024. január 1.).

## Népesség
A település lakosságának változását az alábbi diagram mutatja:
| Lakosok száma | 941  | 826  | 785  | 233  | 222  | 224  | 249  | 271  | 310  | 345  |
|               | 1869 | 1900 | 1921 | 1961 | 1980 | 2011 | 2016 | 2019 | 2021 | 2024 |